# Jüdischer Friedhof (Ahrensburg)

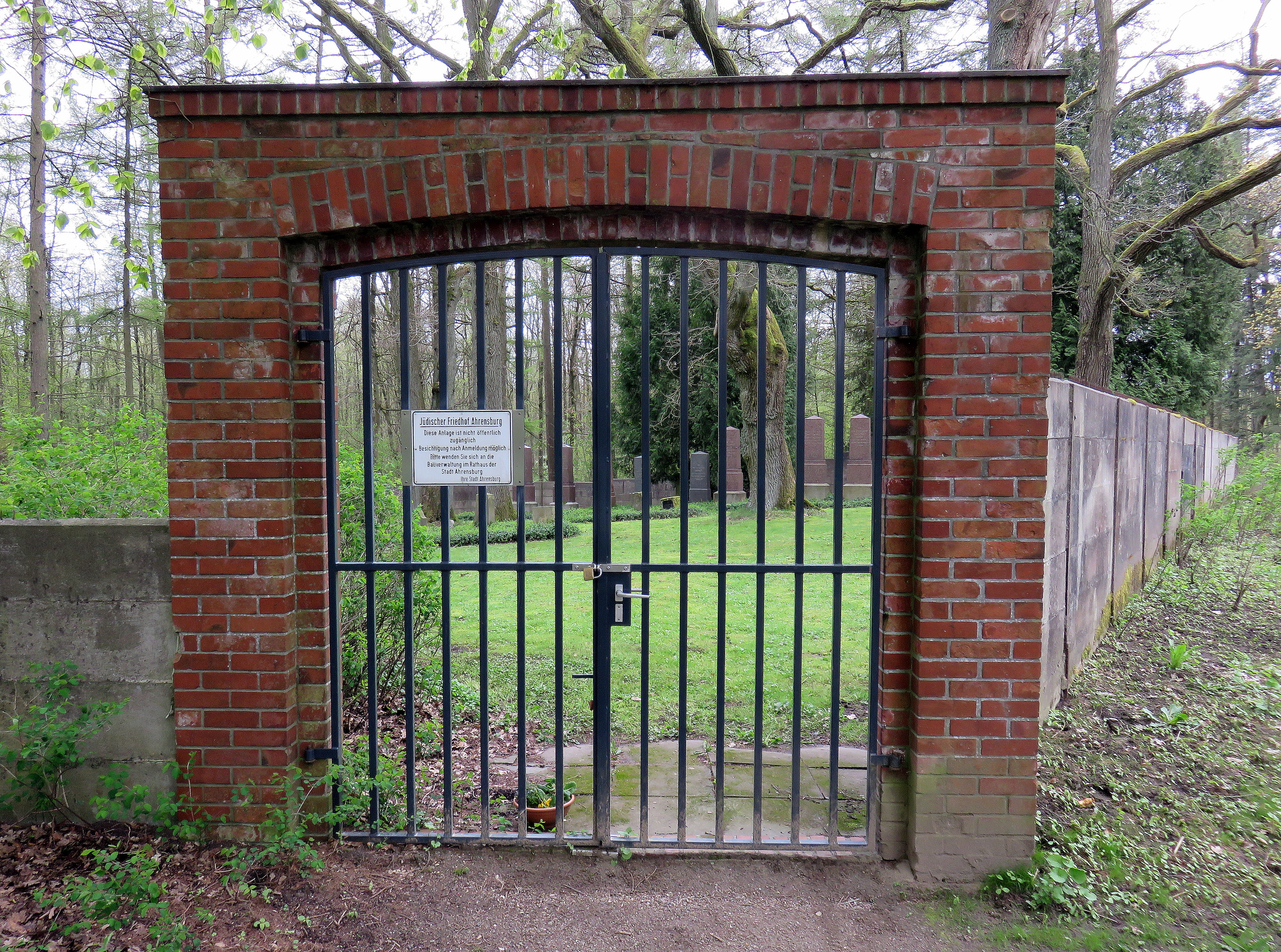
Eingang Wulfsdorfer Weg /
Am Haidschlag

Der Jüdische Friedhof Ahrensburg liegt in Ahrensburg im Kreis Stormarn (Schleswig-Holstein) am Wulfsdorfer Weg. Der Friedhof ist 840 m² groß und wird von einer sechseckigen Mauer begrenzt. Der Zugang ist durch ein normalerweise verschlossenes Tor möglich. Im Innern findet man sechs Eichen und drei Reihen mit insgesamt 23 Grabsteinen, viele mit dem Namen Lehmann. Die Anlage wird der Natur überlassen, so dass die Gräber bewachsen sind. Nur der Rasen wird regelmäßig gemäht. Ein gepflasterter Weg führt zu einer 1994 eingerichteten Gedenkstätte aus kleinen Findlingen, wo ein Schild das Zusammenleben von Juden und Christen thematisiert.

## Geschichte
Nachdem sich 1788 die ersten jüdischen Bürger in Ahrensburg angesiedelt hatten, wurde 1822 die jüdische Gemeinde gegründet und im gleichen Jahr auch der jüdische Friedhof eingerichtet. Dort fand ein Jahr später die erste Beisetzung statt. 1876 wurde er eingefriedet, vier Jahre später wurde in Eingangsnähe eine Kapelle errichtet. Nachdem 1923 die letzte Beerdigung durchgeführt wurde, wurde der Friedhof 1930 von einer Steinmauer umschlossen. Während der Reichspogromnacht 1938 wurden die Kapelle in Brand gesetzt und die Gräber geschändet. Im Jahre 1941 wurde der letzte Jude aus Ahrensburg deportiert. 1959 ging der Friedhof zunächst an eine Verwaltungsgesellschaft und dann an die Jüdische Gemeinde Hamburg, bis 2007 der Landesverband der Jüdischen Gemeinden von Schleswig-Holstein die Betreuung übernahm.